# Hillekopf
Der Hillekopf im Rothaargebirge ist ein 804,9 m ü. NHN hoher Berg bei Küstelberg im Hochsauerlandkreis in Nordrhein-Westfalen (Deutschland).

## Geographische Lage
Der Hillekopf liegt im Nordteil des Rothaargebirges an der Nahtstelle von Sauerland und Upland. Sein Gipfel erhebt sich etwa 800 m südlich der Grenze zu Hessen in der Gemarkung Küstelberg und knapp 2 km nördlich der Ortschaft Küstelberg, einem westnordwestlichen Stadtteil Medebachs.
Nachbarberge sind der auf der Landesgrenze gelegene Hopperkopf (832,3 m, Scharte auf 785,9 m) und das ostsüdöstlich des Hillekopfs befindliche Jürgensköpken (759,7 m, Scharte auf 733,0 m, 0,60 km Dominanz). Etwa 680 m ostsüdöstlich des Hillekopfgipfels befindet sich im  Waldgebiet „Glindfeld“ mit 803 m (Scharte auf 785,9 m) eine weitere über achthundert Meter hohe Bergkuppe, die in der Flurkarte ebenfalls als Hillekopf bezeichnet wird (Entfernungen jeweils Luftlinie).
Am Hillekopf entspringt der Hillebach, unmittelbar östlich seines Gipfels verläuft ein Abschnitt des in Nord-Süd-Richtung angelegten Rothaarsteigs, der unweit des Bergs an der Hillequelle vorbeiführt.

## Naturräumliche Zuordnung
Der Hillekopf gehört in der naturräumlichen Haupteinheitengruppe Süderbergland (Nr. 33), in der Haupteinheit Rothaargebirge (mit Hochsauerland) (333) und in der Untereinheit Winterberger Hochland (333.5) zum Naturraum Langenberg (333.58). Nach Süden fällt die Landschaft in das Harfeld (Winterberger Hochmulde) (333.56) ab, und nach Ostsüdosten leitet sie über das Jürgensköpken in der Haupteinheit Ostsauerländer Gebirgsrand (332) und in der Untereinheit Grafschafter Bergland (332.5) zum Naturraum Grafschafter Kammer (mit Upländer Tor) (332.52) über.

## Wasserscheide
Der Gipfel des Hillekopfs befindet sich auf dem Kamm der Rhein-Weser-Wasserscheide: Während sich der Hillebach in nordwestlicher Richtung in die Ruhr und diese in den Rhein ergießt, fließen die nur kurzen Bäche, die an der Ostflanke des Hillekopfs entspringen, über die Wilde Aa („Aar“), die etwas weiter nordöstlich unweit Auf’m Knoll entspringt, in Richtung Osten über Orke, Eder und Fulda in die Weser. 